# Theillay
Theillay is een gemeente in het Franse departement Loir-et-Cher in de regio Centre-Val de Loire. De plaats maakt deel uit van het arrondissement Romorantin-Lanthenay. Theillay telde op 1 januari 2022 1.252 inwoners.

## Geografie
De oppervlakte van Theillay bedroeg op 1 januari 2022 96,38 vierkante kilometer; de bevolkingsdichtheid was toen 13 inwoners per km².

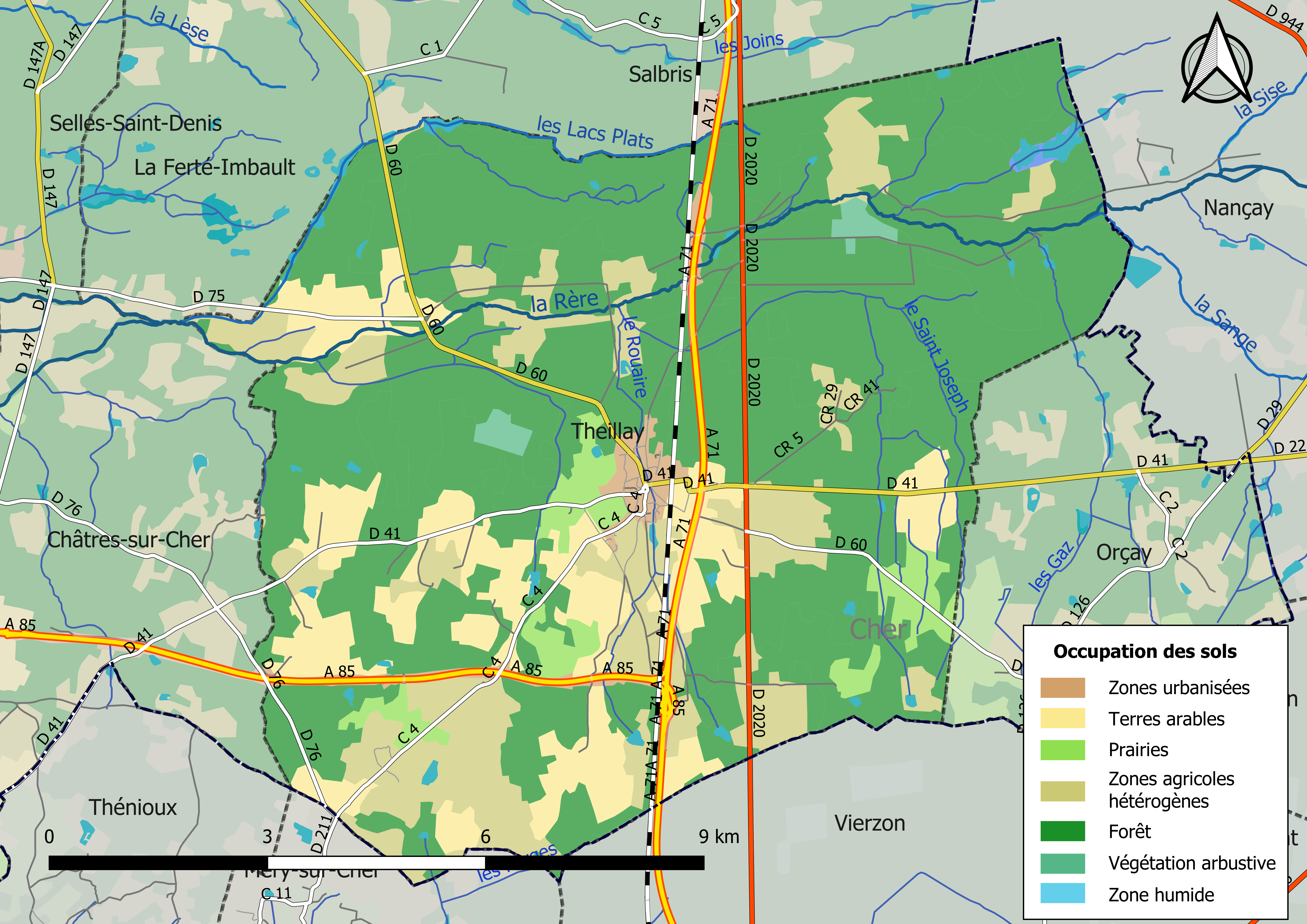
Kaart van de gemeente met de belangrijkste infrastructuur, bodemgebruik en omliggende gemeenten

## Verkeer en vervoer
In de gemeente ligt spoorwegstation Theillay.

## Demografie
Onderstaande figuur toont het verloop van het inwonertal (bron: INSEE-tellingen).